# Uti possidetis juris
Uti possidetis (juris) eller uti possidetis (iuris) forkortet UPJ (latin for "som [I] besidder (under lov)" er et princip inden for folkeret, som tilsiger, at nyoprettede suveræne stater skal bevare de grænser, som er givet ved deres tidligere afhængige område – altså de grænser, der var givet området før dets uafhængighed. Eksempelvis i tilfælde af et imperium bliver opløst: her vil princippet tilsige, at de nye uafhængige stater, som opstår i forbindelse med opløsningen af imperiet, vil have grænser, der er bestemt ud fra de tidligere administrative grænser for imperiet. Således "opgraderes" tidligere administrative grænser fra eksempelvis kolonitid til internationalt anerkendte grænser mellem to nyligt etableret uafhængige stater.

## Historie
Uti possidetis juris er en modificeret form for uti possidetis; skabt med det formål at undgå terra nullius, begyndte den originale version af uti possidetis som en romersk lov, der regulerer den retmæssige besiddelse af ejendom. I middelalderen udviklede det sig til en lov, der regulerer internationale relationer og har for nylig blevet anvendt til situationer relateret til nyligt uafhængige stater.

## Anvendelse
Uti possidetis juris er blevet anvendt i moderne historie til regioner såsom Sydamerika, Afrika, Mellemøsten og Sovjetunionen og adskillige andre områder. Princippet blev typisk anvendt, når centraliserede regeringer blev brudt op, imperier blev væltet eller når Folkeforbundets mandatområder blev afsluttet, f.eks i Palæstina og Nauru. Det anvendes ofte for at forhindre udenlandsk intervention ved at eliminere enhver omstridt terra nullius eller ingenmandsland, som fremmede magter kunne gøre krav på. Ligeledes anvendes det for at forhindre uoverensstemmelser, der kunne opstå som følge af forsøg på at trække nye grænser, efter en stat har erklæret sin uafhængighed.
Princippet blev også anvendt af Badinter-komitéen i forbindelse med Jugoslaviens opløsning: specifikt i forhold til komitéens 2. udtalelse vedrørende selvbestemmelse, og ligeledes i den 3. udtalelse vedrørende grænserne mellem Kroatien og Serbien og mellem Bosnien-Hercegovina og Serbien.
Argentina og Chile baserer deres territoriale krav i Antarktis på uti possidetis juris princippet på samme måde som deres nu anerkendte patagoniske krav.

## Reference
1. ↑  uti possidetis på denstoredanske.dk

## Yderligere læsning
- Malcolm N. Shaw (1997): "Peoples, Territorialism and Boundaries." European Journal of International Law 8 (3).
- Paul R. Hensel og Michael E. Allison og Ahmed Khanani (2006). "Territorial Integrity Treaties, Uti Possidetis, and Armed Conflict over Territory." Præsenteret på Shambaugh-konferencen "Building Synergies: Institutions and Cooperation in World Politics," University of Iowa, 13. oktober 2006.
- Frederik Harhoff (red.) (2017): Folkeret. Hans Reitzel. ISBN 978-87-412-6659-6